# Domaine lipschitzien
En mathématiques, un domaine lipschitzien (ou domaine « à frontière lipschitzienne ») est un ouvert d'un espace euclidien dont la frontière est « suffisamment régulière », au sens (fort) où cet ouvert est localement l'hypographe strict d'une fonction lipschitzienne. Le terme vient du nom du mathématicien allemand Rudolf Lipschitz.

## Définition
Soit Ω un ouvert de Rn dont la frontière ∂Ω est bornée. Alors Ω est appelé un domaine lipschitzien ou « à frontière lipschitzienne » (en un sens plus faible que celui du résumé introductif,) si, pour tout point p ∈ ∂Ω, il existe un rayon r > 0 et une bijection hp : Br(p) → Q tels que
- hp et hp−1 soient toutes deux lipschitziennes ;
- hp(∂Ω ∩ Br(p)) = Q0 ;
- hp(Ω ∩ Br(p)) = Q+ ;

où Br(p) désigne la boule ouverte de centre p et de rayon r , Q la boule unité B1(0), et
{\displaystyle Q_{0}:=\{(x_{1},\dots ,x_{n})\in Q\mid x_{n}=0\}~;}
{\displaystyle Q_{+}:=\{(x_{1},\dots ,x_{n})\in Q\mid x_{n}>0\}.} 

## Applications des domaines lipschitziens
Beaucoup de théorèmes de plongement de Sobolev demandent que le domaine d'étude soit un domaine lipschitzien (au sens fort). Par conséquent, beaucoup d'équations aux dérivées partielles et de problèmes variationnels sont définis sur des domaines lipschitziens.